# Kasimir Felix Badeni
El Conde Kasimir Felix Badeni (en alemán: Kasimir Felix Graf von Badeni, en polaco: Kazimierz Feliks hrabia Badeni; 14 de octubre de 1846 - 9 de julio de 1909), miembro de la noble y polaca Casa de Badeni, fue un estadista austriaco, quien sirvió como Ministro-Presidente de la Cisleitania entre 1895 y 1897. Muchos en Austria, especialmente el emperador Francisco José, pusieron gran esperanza en los esfuerzos de Badeni por reformar el sistema electoral y la legislación lingüística con el fin de resolver algunos problemas fundamentales del estado multinacional, que finalmente fracasaron. 

## Biografía
Kasimir Felix Badeni nació en Surochów, cerca de Jarosław (Jaroslau) en el austriaco Reino de Galicia y Lodomeria, siendo el hijo del Conde (Władysław) Badeni (1819-1888) y de su esposa Cecylia. Badeni estudió derecho en la Universidad Jaguelónica en Cracovia y se unió al servicio civil austriaco en 1866, sirviendo en el Ministerio del Interior y en el Ministerio de Agricultura. En 1871 fue elegido comisario de distrito (Bezirkshauptmann) en Żółkiew, y después en Rzeszów. A partir de 1879 trabajó como consejero de la corte y delegado del stadtholder de Galicia en Cracovia. 
Badeni se retiró a sus fincas rurales en 1866, sin embargo dos años más tarde fue elegido k.k. stadtholder de Galicia por el emperador Francisco José. Durante su tenencia, jugó un papel en el acercamiento entre élite polaca y los rutenos que vino a ser conocida como la "Nueva Era". Era devoto de la Monarquía Habsburgo y del emperador como firme conservador, que combinado con sus éxitos en Galicia impresionó a Francisco José. 
Su hijo Ludwik Józef Władysław Badeni contrajo matrimonio con Alice Elisabeth, nacida Ankarcrona (1889-1985), hija del noble sueco Oscar Carl Gustav Ankarcrona. Después de la muerte de Badeni, volvió a casarse por segunda vez con el Archiduque Carlos Alberto de Austria.

## Presidencia
Badeni llegó al poder en Austria después del fracaso de la coalición entre conservadores y liberales del Ministro-Presidente Alfred III zu Windisch-Grätz. Muy consciente de las crecientes tensiones dentro del Imperio debido a rivalidades étnicas y a la agitación política de socialistas y nacionalistas, Badeni expresó dudas sobre la habilidad de Austria-Hungría de librar una guerra efectivamente. Proclamó que "un estado de nacionalidades no puede librar una guerra sin peligro para sí mismo."

### Reforma electoral
En 1896 tuvo éxito en implementar una forma de sufragio universal masculino y lo hizo aceptable para los intereses de gobierno del Imperio. A las previas cuatro clases de votantes, que dependían de la cantidad de impuestos que cada individuo pagaba, su reforma añadió una quinta clase para incluir a todo adulto varón por debajo del umbral de los cinco florines establecido para la cuarta clase en la reforma de 1882 de Eduard Taaffe.
La reforma electoral tuvo efectos de largo alcance: la recién establecida quinta clase abarcaba 72 de los 425 asientos de la cámara baja del Consejo Imperial (Reichsrat) y la mayoría de mandatos fueron para los Socialdemócratas, los populistas Socialcristianos, y también a los nacionalistas germanos. En poco tiempo, el Consejo Imperial pasó de ser una Asamblea de Notables a una unión definitiva de grupos parlamentarios con fuerte disciplina de partido. 

### Conflicto lingüístico

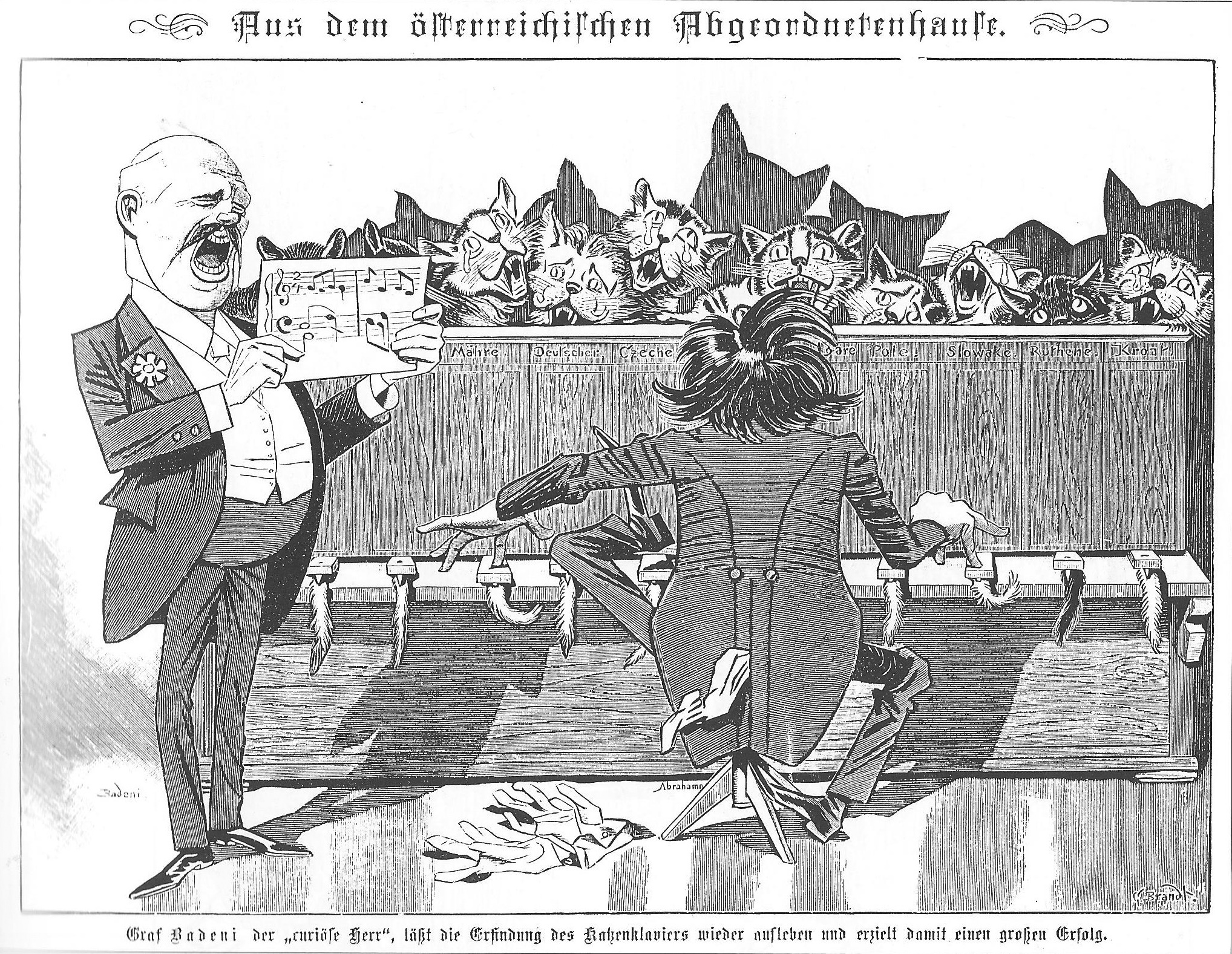
El Conde Badeni, el "curioso señor", revive la invención del órgano gatuno y así logra gran éxito. Caricatura publicada en el Kladderadatsch (1897).

Badeni causó controversia cuando, en un intento de ganarse el apoyo de la facción de los Jóvenes Checos en el Reichsrat, abordó el tema del idioma en Bohemia. Su ordenanza de 5 de abril de 1897 declaraba "que el checo y el alemán deberían de ser los idiomas del 'servicio interior' en Bohemia." Esto significaba que los funcionarios civiles en la provincia deberían conocer tanto el checo como el alemán, ya que los asuntos de gobierno deberían conducirse en ambas lenguas para los asuntos internos bohemios. Esto indignaba a los alemanes en Bohemia, ya que esto los excluía efectivamente de los puestos de gobierno; los checos aprendían alemán en la escuela, pero los alemanes tenían generalmente poco o nulo conocimiento del idioma checo.
Los alemanes de finales del siglo XIX en Austria-Hungría, por regla general, querían que el Imperio mantuviese su carácter germánico establecido durante el periodo de Germanización bajo el emperador José II del Sacro Imperio Romano Germánico a finales del siglo XVIII, de tal modo que se resistían a las demandas de otros grupos étnicos de reconocimiento lingüístico. La ordenanza de Badeni fue vista por los alemanes como el "colmo" de una serie de concesiones. Badeni no estaba preparado para el nivel de animosidad de los alemanes en Bohemia y otros lugares del Imperio le dirigieron hacia él debido a su reforma.
El marginal Partido Nacionalista Alemán, encabezado por Georg Schönerer, con la esperanza de desestabilizar el Imperio y unir las tierras germanas de Austria al nuevo Imperio alemán, interrumpió los procedimientos parlamentarios e instigó violentas protestas. Aunque la mayoría de alemanes de Austria no tenía simpatía por la causa del Partido Nacionalista, participó en las protestas callejeras a lo largo del Imperio austrohúngaro, con la esperanza de que la ordenanza fuera rechazada. El obstruccionismo de los nacionalistas alemanes ralentizó o detuvo las iniciativas parlamentarias en el Reichsrat y surgieron disturbios en Viena, Graz, Salzburgo, y en las provincias alpinas. También se dieron disturbios en Praga y la ley marcial fue aplicada ahí.

### Dimisión
En medio de este alboroto político, en noviembre de 1897, el emperador Francisco José, asustado por al agitación masiva de algunos de los más importantes segmentos de la sociedad, depuso a Badeni. Su caída, sin embargo, no terminó con los problemas políticos y étnicos dentro de Imperio y durante varios años, mientras que el Reichsrat se reunió ocasionalmente, el gobierno gobernó mayormente mediante decretos de emergencia. Las ordenanza lingüísticas de Badeni fueron revocadas en 1899, decepcionando a los checos y sin apaciguar a los nacionalistas alemanes.
Algunos comentaristas de su tiempo sintieron que Badeni no estaba acostumbrado a las dinámicas políticas de la parte occidental del Imperio más industrializado; que estaba acostumbrado a las relaciones sociales provinciales de Galicia, donde era un terrateniente. Eso se dio como explicación del error político de Badeni. De hecho Badeni creía que los checos estaban creciendo como nación y sus ambiciones nacionales deberían ser tarde o temprano acomodadas dentro del Imperio austrohúngaro, como lo habían sido las ambiciones húngaras décadas atrás. Badeni fue uno de los pocos políticos que vio que sin el acercamiento de las diferentes naciones dentro del estado austrohúngaro, el Imperio se derrumbaría.